# Historické území
Historické území (nebo historický region) je geografická oblast, která bez ohledu na současné hranice byla někdy v minulosti kulturně, etnicky, jazykově nebo politicky vymezena. Při pojmenování historického regionu se často používá označení konkrétního druhu dřívějšího vymezení, například historické království (Kastilie), historická země (Morava), historický jazykový ostrov (Hřebečsko) a podobně.

Historické regiony se používají při studiu a analýze sociálního rozvoje v minulosti, bez vztahu k současným regionům. Mohou se však promítat i do současné politické, ekonomické nebo kulturní situace: 
 Základním principem tohoto názoru je, že existují starší politické a mentální struktury, které mají větší vliv na prostorově-sociální identitu jednotlivců, než jak myslí současný svět, svázaný a často oslepený vlastním světonázorem – např. zaměřením na národní stát. 
 Definice historických regionů se liší a co do velikosti může jít o makroregiony, jako je Evropa, území bývalých států i o menší mikroregionální oblasti. Geografická blízkost je často nutným předpokladem pro vznik regionální identity. V Evropě se současné regionální identity budovaly již od období stěhování národů, ale nejčastěji jsou spojeny s dobou územní transformace po první světové válce v letech 1918–1920 a později v období po studené válce.
Některé regiony pociťované jako historické jsou ovšem pozdní výtvory, například Střední východ definoval a pojmenoval až v roce 1902 vojenský stratég Alfred Thayer Mahan jako zkratku pro oblast Perského zálivu.